# Dille (Bruchhausen-Vilsen)
Dille ist ein Ortsteil des Fleckens Bruchhausen-Vilsen im Landkreis Diepholz in Niedersachsen.
Die Haltestelle Heiligenberg liegt in Dille an der Bahnstrecke Bruchhausen-Vilsen nach Asendorf.
Der Ort, der südwestlich des Kernbereiches von Bruchhausen-Vilsen an der B 6 liegt, ist Namensgeber für das Restaurant Dillertal. Östlich des Ortes erstreckt sich das im Jahr 1974 unter Schutz gestellte 297 ha große Landschaftsschutzgebiet Rutental (siehe Liste der Landschaftsschutzgebiete im Landkreis Diepholz, LSG DH 00065).